# چاووی
چاووی (به مجاری:  Csávoly) یک شهرداری در مجارستان است که در ناحیه بایا واقع شده‌است. چاووی ۴۷٫۴۳ کیلومتر مربع مساحت و ۲٬۱۰۴ نفر جمعیت دارد.